# رانكو ماتاسوفيتش
رانكو ماتاسوفيتش (بالكرواتية: Ranko Matasović)‏ (14 مايو1968) عالم لغات كرواتي، وأستاذ جامعي، متخصص في علم اللغات الهندية الأوروبية وعلم اللغات السلتية.